# Sou (moneda)

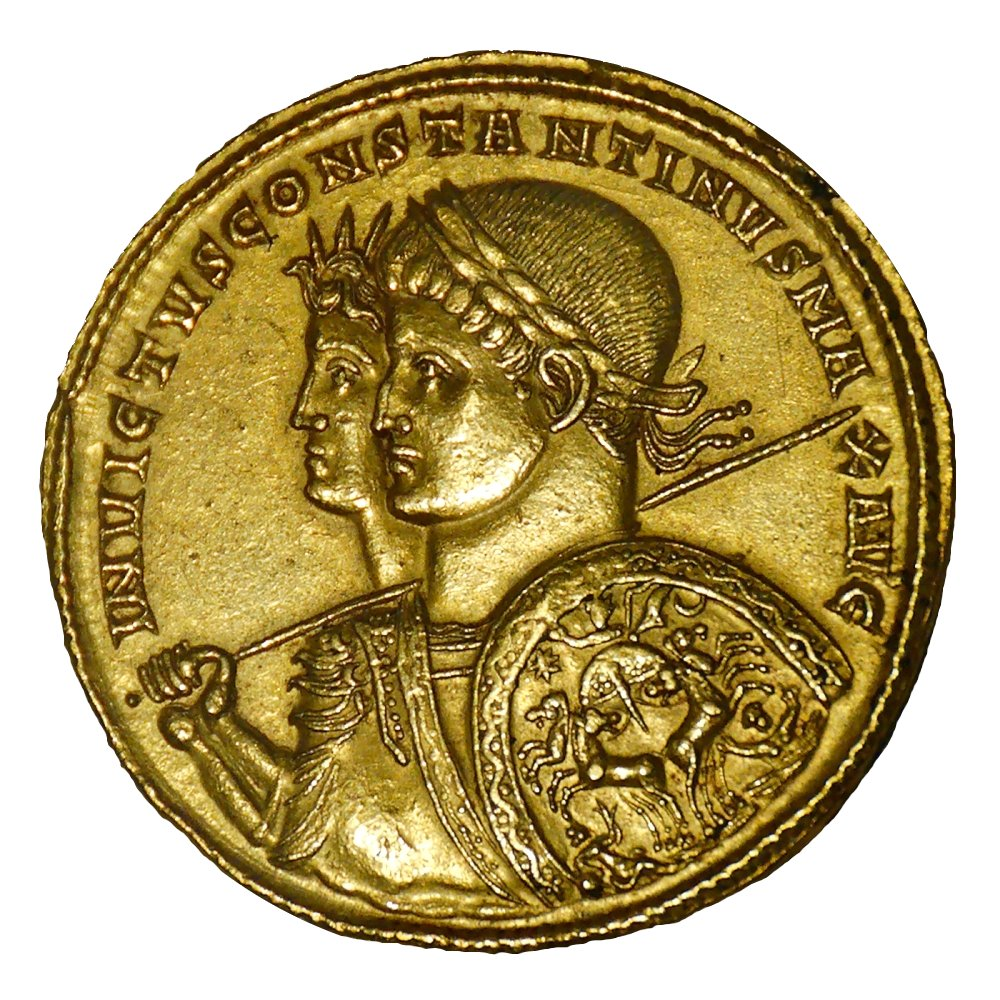
Solidus de Constantí

El sou era una unitat de compte del sistema monetari carolingi i dels seus derivats que corresponia a la vintena part de la lliura i que es dividia en 12 diners i 24 òbols o malles. D'aquí es van derivar els posteriors sous catalans, francesos i d'altres com el soldo italià o els xílings anglès o austríac, hereus directes del sou carolingi. El nom prové del solidus llatí, una moneda romana d'or, l'abreviació del qual era s. En determinats contextos, la paraula sou pot ser sinònima de dotzena, per exemple en la talla de la moneda menuda, una expressió del tipus "a tall...fins en 24 sous per march del dit billó" significa 24 x 12 = 288 unitats per marc encunyat i no s'ha de confondre amb cap unitat de valor.

## Sous catalans
- El sou barceloní, sou d'argent o, simplement, sou era una moneda d'argent que Pere II va encunyar per primer cop l'any 1285. El seu valor era de 12 diners de tern. En època medieval també s'encunyà a Barcelona el croat, una moneda d'argent que tenia el valor legal d'un sou.
- El sou de Perpinyà, també d'argent, era una moneda rossellonesa del temps de Carles I.
- El sou d'Eivissa era una moneda eivissenca de billó marcada amb un 6 indicant el valor de 6 doblers, encunyada des de 1684 va substituir el doblers anteriors vigents des de Carles I.
- Els cinc sous eren una moneda d'argent que es va batre a diverses poblacions del Principat de Catalunya durant la guerra dels Segadors. Valia la meitat de la moneda de cinc rals.
- El sou de Mallorca moneda de necessitat de 12 diners, que també ha estat denominada així o siseta, per ser equivalent a 6 doblers, encunyada a l'illa de Mallorca l'any 1812, durant la Guerra del Francès per la seca volant de Catalunya. També entre 1808 i 1821 s'encunyaren duros de necessitat amb indicació del valor de 30 sous; la darrera emissió de 1823 ja portava la indicació de 5 pessetes.

## Sous francesos

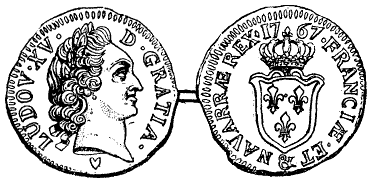
Sol de Lluís XV de França del 1767

- El sou (pronunciat [su]), abans anomenat solt (al segle xi) i sol (a partir del segle xii), era una moneda de l'Antic Règim que equivalia a la vintena part de la lliura tornesa i se subdividia en 12 deniers (o diners). El 1787, el poder adquisitiu d'un sol era aproximadament el d'un euro del 2005.
- Més endavant, el sou va passar a designar la vintena part del franc i valia 5 cèntims.

## Influència en la llengua
En el sistema carolingi el sou era una unitat de compte però el seu valor era massa elevat per a l'ús diari i només circulaven com a monedes efectives les seves fraccions (el diner i l'òbol). Tot i que amb la devaluació de les monedes, a l'alta edat mitjana es van començar a encunyar monedes de sou en diversos països, pel fet de ser una moneda d'alt valor el seu nom es va fossilitzar en algunes llengües romàniques en expressions del tipus "tenir molts sous" o "costar molts sous", en el sentit d'un dineral, (en francès "avoir de gros sous", en italià "avere dei soldi"), fins i tot quan ja fa molt de temps que han deixat d'existir com a tals. A França i a Itàlia el sou es va mantenir fins a finals de l'edat moderna, amb un valor cada vegada menor i va generar també el sentit senzillament de diner, o fins i tot de pocs diners: "je n'ai pas le sou", "no ho un soldo" significant "no tinc ni un cèntim".
El nom de la moneda de sou també ha donat lloc a les paraules:
- sou en el sentit de salari
- soldat, que era la persona que anava a la guerra i rebia una paga a canvi. En efecte, tant a Roma com a l'Edat Mitjana, el treball estava relacionat amb l'esclavitud o amb els serveis deguts (a canvi de protecció militar o altres remuneracions en espècies) i els qui rebien una paga en diners eren bàsicament els qui s'oferien per anar a servir a la guerra (legionaris, mercenaris...).